# Dennis Henschel
Dennis Henschel (* 1. August 1984 in Gelsenkirchen) ist ein deutscher Sänger (hoher Bariton/Tenor) und Musicaldarsteller.

## Leben
Dennis Henschel wurde 1984 in Gelsenkirchen geboren und absolvierte eine Ausbildung zum Polizisten.
Anschließend nahm er Gesangsunterricht bei Noelle Turner, Pamela Falcon und Christian Heckelsmüller und Schauspielunterricht bei Roland Riebeling sowie Tanzunterricht bei Nivaldo Allves. Erste Bühnenerfahrung sammelte er bei Zero Tolerance in Essen. Danach war er am Theater an der Niebuhrg in Oberhausen und im Movie Park in Bottrop engagiert. Weitere Engagements waren unter anderem in Jesus Christ Superstar, der Phantom der Oper Tour und Into the woods in Aachen.
Sein Weg führte ihn nach Fulda, wo er mehrere Rollen im Musical Die Päpstin übernahm und zur Besetzung der Uraufführung von Kolpings Traum als Karl Wagner gehörte.
Bei der Weltpremiere von Das Wunder von Bern, im eigens dafür errichteten Theater an der Elbe in Hamburg, war er im Ensemble und später als Helmut Rahn zu sehen. Den Kapitän und Axel von Staudach gab er ebenfalls im Theater an der Elbe in Udo Jürgens Musical Ich war noch niemals in New York, danach war er als Riff in Bernsteins Musical West Side Story in Hannover zu erleben. Nach Fulda kehrt er immer wieder zurück, so 2018 und 2019 als Gerold im Musical die Päpstin. Ebenso spielt er die Rolle des Gerold und Anastasius in Benjamin Sahlers Inszenierung von Die Päpstin in der Neuen Gebläsehalle Neunkirchen und in Ludwigs Festspielhaus Füssen. Dort spielte er auch seit 2018 die Rolle des Auftragsmörders, den Schattenmann, in Ludwig².
2022 und 2023 spielte er wiederum in Fulda im Musical „Robin Hood“ die Erstbesetzung Will Scarlett sowie Cover Robin Hood und Cover Guy von Gisbourne.

## Rollen
- 2011: Ensemble, Gerold, Aeskulapius in Die Päpstin, Schlosstheater Fulda
- 2011: Artur in Emilys Hochzeit, Kassel
- 2012/2013: Ensemble, Gerold, Aeskulapius, Vater/Sergius, Rabanus in Die Päpstin, Schlosstheater Fulda, Hameln, München
- 2013/2015: Karl Wagner in Kolpings Traum, Schlosstheater Fulda, Wuppertal, Lanxess Arena Köln
- 2013/14: Rapunzels Prinz, Wolf, Aschenputtels Prinz in Into the woods, Grenzlandtheater Aachen
- 2014: Ensemble, Hauptmann in Friedrich - Mythos und Tragödie, Schlosstheater Fulda, Hameln
- 2014–2017: Bernie Klodt, Helmut Rahn in Das Wunder von Bern, Stage Theater an der Elbe Hamburg
- 2017: Kapitän, Axel Staudach in Ich war noch niemals in New York, Stage Theater an der Elbe Hamburg
- 2017: Balladeer, Lee Harvey Oswald in Assassins, Laeiszhalle Hamburg
- 2017/2018: Riff in West Side Story, Staatstheater Hannover
- 2017/2018: Alex in Die Königs vom Kiez, Schmidt Theater Hamburg
- 2018: Gerold in Die Päpstin, Schlosstheater Fulda
- 2018: Schattenmann, Max von Bayern in Ludwig², Ludwigs Festspielhaus Füssen
- 2018/2019: Anastasius, Gerold in Die Päpstin, Ludwigs Festspielhaus Füssen/Neue Gebläsehalle Neunkirchen
- 2019: Gerold in Die Päpstin, Schlosstheater Fulda
- 2019: Schattenmann in Ludwig², Ludwigs Festspielhaus Füssen
- 2020: Gerold in Die Päpstin, Kolping Musiktheater, CCS Schwäbisch Gmünd
- 2022/2023: Will Scarlett/Cover Robin Hood/Cover Guy von Gisbourne in Robin Hood – Das Musical, Schlosstheater Fulda

## Diskographie
- 2011: Die Päpstin
- 2014: Kolpings Traum
- 2014: Kolpings Traum DVD
- 2014: Sophies Traum
- 2014: Das Wunder von Bern
- 2015: Superstars des Musicals 2
- 2016: Wunder geschehen (Jan Ammann)
- 2021: Robin Hood - Original Fulda Cast